# عصبانیت (فیلم ۱۹۹۸)
عصبانیت 
(به تلوگویی: Aakrosh) فیلمی هندی محصول سال ۱۹۹۸ و به کارگردانی لطیف بینی است. در این فیلم بازیگرانی همچون سونیل شتی، شیلپا شتی، گیریش کارناد، سورش اوبروی، موهان جوشی، جانی لور، آنجانا ممتاز، کولبوشان کارباندا و رانجیت ایفای نقش کرده‌اند.